# 寿ひずる
寿 ひずる（ことぶき ひずる、本名：伊東 春美（いとう はるみ）、1954年3月17日 - ）は、元宝塚歌劇団雪組・花組2番手男役スターで、日本の女優である。
三重県津市生まれ、大阪府育ち。帝塚山学院卒業。公称身長168cm、血液型O型。愛称：イーちゃん。

## 来歴
津市にあった母方の親戚宅で出生し、のちに大阪府へ転居した。子役としての活動歴があり、小学校1年生のときに、映画『太陽を抱け』で雪村いづみと共演している。
1972年、58期生として宝塚歌劇団に入団した。同期生に元専科の邦なつき、元花組組長の星原美沙緒、女優の峰さを理、高汐巴がいる。雪組公演『かぐら／ザ・フラワー』 で初舞台を踏む。宝塚入団時の成績は48人中29位。8月、関西テレビ番組「ザ・タカラヅカ」に出演するユニット「バンビーズ」の8期生に選ばれる。同じく選ばれた峰、高汐とともに、翌年3月までほぼ毎週テレビ出演する事となる。
1973年4月2日、星組に配属された。峰、高汐と同期生トリオとして使われ、注目を浴びる。9月、『この恋は雲の涯まで』本公演では主題歌指導・新人公演では峰・高汐と共に主要な役を同期3人で占めた。
1974年、花組へ組替えした。『ベルサイユのばら』の小公子などで、フェアリー型男役として活動する。1978年、宝塚バウホール開場第1作『ホフマン物語』に出演し、新人公演でホフマン役を演じる。
1980年、雪組に組替えした。新トップスター麻実れいのもとで2番手スターとなる。トップ娘役遥くららも加えた3人の並びはゴールデントリオと称された。1981年、『彷徨のレクイエム』第1部で主演を務めた（コビリンスキー大佐役）。
1982年、花組へ組替えした。すでに退団の決まっていた花組のダブルトップスター松あきら（1982年退団）・順みつき（1983年退団）の後を受けて、花組トップスター就任が内定し、そのための組替えであった。しかし同年10月、突然、歌舞伎役者五代目坂東八十助（十代目坂東三津五郎）との婚約を発表し、年内での退団が決定した。12月31日、花組組替え後初公演の『夜明けの序曲』（東京公演のみ・松あきらの退団公演）を最後にトップスターになることなく宝塚歌劇団を退団した。
翌1983年に坂東八十助と結婚した。同年5月28日、ホテルオークラ東京で盛大な披露宴を行った。その後、2人の女児（1984年生まれの長女が女優の守田菜生）と1989年に坂東巳之助をもうけ、梨園の妻としての勤めを果たしていたが、1997年3月に離婚した。八十助が近藤サトら複数の女性と不倫関係にあったことや、寿と八十助の家族（両親と2人の妹）との永年の深刻な確執が取り沙汰された。
1997年、植田紳爾作・演出『華の絆』(三越劇場、主演宋慶齢役)で芸能活動を再開した。現在はミュージカルを中心に出演する。芸能活動再開後は第1作こそ主演だったが翌1999年の「42nd street」（ドロシー役、休演した上月晃の代役）以降は脇に回る。2000年に宝塚退団後芸能活動に復帰した初風諄、2001年(東宝版「風と共に去りぬ」でメラニー役より)から従来の主役や男性主役の相手役だけでなく脇にも進出した杜けあきらと共に、淀かおる（1993年死去）・上月（1999年死去）が相次いで死去し空白となっていた“日本（とくに東宝）ミュージカルの唄えて演じられる中高年女性助演者”の層を埋めた。

## 主な出演

### 舞台

#### 宝塚在団中
1973年
- 9月 『この恋は雲の涯まで』

1974年
- 『ベルサイユのばら』 -小公子（東京公演の新人公演ではオスカル）

1976年
- 『あかねさす紫の花』采女の歌手　新人公演-大海人皇子（本役-安奈淳）
- 『ノバ・ボサ・ノバ』新人公演-ソール（本役-安奈淳）

1977年
- 『朱雀門の鬼』『ル・ピエロ』新人公演-パングロス（本役-みさとけい）
- 『宝舞抄』歌手　新人公演-新三郎（本役-春日野八千代）『ザ・レビュー』ソウルの歌手

1978年
- 『風と共に去りぬ』本公演-歌う青年　新人公演-レット・バトラー（本役-麻月鞠緒）
- バウ・ホール『ホフマン物語』新人Ver-ホフマン（本役-安奈淳）

1981年
- 『彷徨のレクイエム』 -コビリンスキー大佐

1982年
- 12月 東京公演『夜明けの序曲』

#### 宝塚退団後
1997年
- 10月『華の絆』 -宋慶齢　（三越劇場） 主演

1998年
- 1月 『阿修羅のごとく』 -里美巻子 （東京芸術劇場）
- 4-5月 『ミュージカルサクラ大戦〜花咲く乙女』 （アートスフィア、シアタードラマシティ）
- 12月『ご親切は半分に』 -亀奴 （川口リリアホール）

1999年
- 1-2月 『ロンドンコメディ ラン・フォー・ユア・ワイフ 恋と結婚』 -メアリー・スミス （博品館劇場）
- 4月  『42nd Street』 -ドロシー・ブロック （日生劇場）
- 8月 『オズの魔法使い』 -エムおばさん・よい魔女 （新宿コマ劇場）
- 10月 『罠』 -ベルトン嬢 （PARCO劇場）

2000年
- 4月 『ハウ・トゥー・サクシード』 -ミス・クラムホルツ （梅田コマ劇場）
- 5月 『The Singer's Battle』 （アートスフィア）
- 8月 『サウンド・オブ・ミュージック』 -エルザ （梅田コマ劇場）
- 9月 『ジンジャー・ブレット・レディー』 -トービー・ランドー （博品館劇場、愛知厚生年金会館、シアタードラマシティ）

2001年
- 4月 『桜祭り狸御殿』 -お蓮 （新宿コマ劇場、梅田コマ劇場）
- 9月 『パウロ』 -リディア （博品館劇場）
- 11月 『蜘蛛の巣』 -ミルドレッド・ピーク （東京グローブ座）

2002年
- 2月 『ボーダーレス〜天使たちの休日〜』 -主演・大天使ミカエル （博品館劇場）
- 3月 『イシマツ〜踊る東海道〜』 -十六夜 （中日劇場）
- 12月『風と共に去りぬ』 -ベル・ワトリング  （梅田コマ劇場）

2003年
- 4月-5月『風と共に去りぬ』 -ベル・ワトリング （帝国劇場）
- 6月 『「ル・シャルム」〜魅力あふれるレディたち〜』 （青山劇場）
- 8月 『シンデレラストーリー』 -王妃ガードルート （青山劇場）
- 10月 『レ・ミエンレビューHIBARI 美空 ひばりを舞う』 （新宿文化センター）
- 12月 『ファニー・レディー』 （青山劇場）

2004年
- 1月『鹿鳴館』（ル テアトル銀座）
- 4月 『新版・桜吹雪狸御殿』 （新宿コマ劇場）
- 9月 『ウェストサイドワルツ』 （ル テアトル銀座）

2005年
- 9月  『エリザベート』 -ゾフィー皇太后　（帝国劇場）
- 11月 『ウェストサイドワルツ』 （ル テアトル銀座）

2006年
- 5月  『エリザベート』 -ゾフィー皇太后　（日生劇場）
- 10月 『風と共に去りぬ』 -ベル・ワトリング　（博多座）

2007年
- 11月『ザ・ライト・イン・ザ・ピアッツァ』 -ナッカレリ夫人 （ル テアトル銀座）

2008年
- 6月 『レベッカ』 -ヴァン・ホッパー夫人
- 8月-翌1月 『エリザベート』 -ゾフィー皇太后　（中日劇場、博多座、帝国劇場、梅田芸術劇場）

2009年
- 9月 『ジェーン・エア』-フェアファックス夫人  （日生劇場）
- 12月 『Nine The Musical』 -ステファニー・ネクロフォラス  （ル テアトル銀座）

2010年
- 4-5月 『レベッカ』 -ヴァン・ホッパー夫人  （日生劇場）
- 8-10月 『エリザベート』 -ゾフィー皇太后　（帝国劇場）＊杜けあきとのWキャスト
- 12月 三ツ星キッチン musical『ATM』（赤坂RED/THEATER）

2011年
- 1-2月 『ギルバート・グレイプ』 -ママ/ラムソン夫人  （東京グローブ座、森ノ宮ピロティホール）
- 12月 三ツ星キッチン『EAST SIDE STORY』 (新宿スペース・ゼロ)

2012年
- 5月-9月 『エリザベート』 -ゾフィー皇太后　（帝国劇場、博多座、中日劇場、梅田芸術劇場）＊杜けあきとのWキャスト

2013年
- 1月 三ツ星キッチン『GOLD ON THE ROAD〜蓙苦蕗上水新町総合集会』(六本木BEE HIVE)
- 5-6月 『マイ・フェア・レディ』-ピアス夫人（日生劇場、金沢歌劇座、愛知県芸術劇場大ホール、オリックス劇場）

2015年
- 5月 『オルガンズ〜おんな赤ひげ奮闘記〜』（銀座博品館劇場）

### テレビドラマ
- 月曜ミステリー劇場『示談交渉人甚内たま子裏ファイル』　（2001年、TBS）嶋村瑛子役

### CM
- 花王 健康エコナ （2005年）

### バラエティ
- 象印クイズヒントでピント 初代3枠レギュラー （1979年3月4日のみ、テレビ朝日）

## ディスコグラフィー

### 参加作品
- 越路吹雪トリビュートアルバム『越路吹雪に捧ぐ』（2016年12月21日）
  - 「夢の中に君がいる」をカバー[3]。

## エピソード
- 後輩である安寿ミラの芸名の姓の『寿』は寿にちなんだといわれる。（因みに『安』は安奈淳に由来）
- 父は関西歌舞伎の役者たち、特に松嶋屋(片岡仁左衛門 (13代目)一家)とは永年の交際があった。寿は父と共に片岡秀太郎・高田美和夫妻（のち離婚）の披露宴に招かれたことや、汐風幸（片岡仁左衛門 (15代目)長女）の入団志望など両家の永年の繋がりを感じさせる逸話は少なくない。
- 前出・上月とは1999年の「42nd〜」での代演関係だけでなく、前年の復帰作「華の絆」の共演者（準主役宋靄齢役）同士であった。「42nd〜」出演が決定した矢先の同年3月25日に上月が58歳で死去し、死因も末期の大腸癌であったことが公表された。寿は森繁久彌（永年東宝の舞台公演で上月と共演が多く、直前に自身の息子もがんのため58歳で死去した）と共に上月の死を最も悲しんだ人物であったと報じられた。